# Дослідження історії
Дослідження історії (в оригіналі: A Study of History) - головна праця англійського глобального історика Арнольда Дж. Тойнбі.
У книжці Тойнбі аналізує умови виникнення, піднесення та занепаду цивілізацій. Додатково визначає концепцію розвиненої цивілізації й проводить порівняльний аналіз. На відміну від Освальда Шпенглера зі працею "Присмерк Європи", Тойнбі дотримується не детерміністського, а еволюційного погляду, в принципі, відкритого.
A Study of History - один із найвпливовіших творів історичної науки першої половини 20-го століття, що позначилась і на соціологію. Робота опублікована у дванадцяти томах з 1934 по 1961 рік та затвердила репутацію Тойнбі як одного з останніх великих глобальних істориків у традиціях Якоба Буркгардта та Шпенглера.

## Томи
12-томна праця містить понад 3 мільйони слів і близько 7000 сторінок, а також 412 сторінок покажчиків.
- Publication of A Study of History
  - Vol I: Introduction: The Geneses of Civilizations, part one (Oxford University Press, 1934)
  - Vol II: The Geneses of Civilizations, part two (Oxford University Press, 1934)
  - Vol III: The Growths of Civilizations (Oxford University Press, 1934)
  - Vol IV: The Breakdowns of Civilizations (Oxford University Press, 1939)
  - Vol V: The Disintegrations of Civilizations, part one (Oxford University Press, 1939)
  - Vol VI: The Disintegrations of Civilizations, part two (Oxford University Press, 1939)
  - Vol VII: Universal States; Universal Churches (Oxford University Press, 1954) [as two volumes in paperback]
  - Vol VIII: Heroic Ages; Contacts between Civilizations in Space (Encounters between Contemporaries) (Oxford University Press, 1954)
  - Vol IX: Contacts between Civilizations in Time (Renaissances); Law and Freedom in History; The Prospects of the Western Civilization (Oxford University Press, 1954)
  - Vol X: The Inspirations of Historians; A Note on Chronology (Oxford University Press, 1954)
  - Vol XI: Historical Atlas and Gazetteer (Oxford University Press, 1959)
  - Vol XII: Reconsiderations (Oxford University Press, 1961)
- Abridgements by D. C. Somervell:
  - A Study of History: Abridgement of Vols I–VI, with a preface by Toynbee (Oxford University Press, 1946)
  - A Study of History: Abridgement of Vols VII–X (Oxford University Press, 1957)
  - A Study of History: Abridgement of Vols I–X in One Volume, with new preface by Toynbee & new tables (Oxford Univ. Press, 1960)

Українською мовою основна праця Тойнбі видавалася тільки в скороченні (в основу двотомника, що вийшов, покладена скорочена версія):
- Тойнбі Арнольд. Дослідження історії. Том 1: Скорочена версія томів 1-6 Д. Ч. Сомервелла / Пер. з англ. В. Шовкуна.— Київ: Основи, 1995.— 614 с.
- Тойнбі Арнольд. Дослідження історії. Т. 2: Скорочена версія томів 7-10 Д. Ч. Сомервелла / пер. з англ. В. Митрофанов, П. Таращук. — Київ: Основи, 1995. — 406 с.